# David Damrosch
David Damrosch, född i Maine, är en amerikansk litteraturvetare och professor i litteraturvetenskap vid institutet för världslitteratur vid Harvard University. Han har varit professor på Harvard sedan 2009; innan dess undervisade han vid University of Columbia. Inom den komparativa litteraturvetenskapen, och framförallt världslitteraturen, är han en internationellt framstående forskare.
Damrosch tog sin filosofie kandidatexamen 1975 och filosofie doktorsgrad 1980 vid Yale University. Han är chefredaktör för Longman Anthology of World Literature och British Literature (2004) samt redaktör för Teaching World Literature (2009) och Princeton Sourcebook book in Comparative Literature (2009). Han var tidigare ordförande för American Comparative Literature Association. Hans verk har översatts till bland annat kinesiska, estländska, ungerska, turkiska och vietnamesiska.
Hans bror Leo Damrosch är också professor vid Harvard.